# Langenzersdorf
Langenzersdorf är en ort och kommun i Österrike. Den ligger i distriktet Korneuburg i förbundslandet Niederösterreich, 10 km norr om huvudstaden Wien. 